# Moods of Marvin Gaye
Moods of Marvin Gaye studijski je album američkog soul vokala Marvina Gayea, koji izlazi u svibnju 1966.g. 
Planirano je da album bude orijentiran na energičnosti njegovog autora, pa se materijal na njemu sastoji striktno od R&B-a. Gaye počinje pisati pop albume, a jedan od njih je Vulnerable, kojeg završava dvije godine kasnije, a izlazi postumno 1997. U to vrijeme Gaye ima mnogo obožavatelja i postaje tinejdžerski idol. Šest skladbi s albuma Moods of... izlaze kao singlovi i zauzimaju odlična mjesta na Top 40 R&B singlova, a četiri skladbe nalaze se na Top 40 pop singlova.
Gaye također dolazi prvi puta na #1 R&B singlova sa skladbama "I'll Be Doggone" i "Ain't That Peculiar", obje skladbe je obradio Gayev prijatelj i Berry Gordyjeva (predsjednik Motowna) desna ruka, Smokey Robinson.

## Popis pjesama
1. "I'll Be Doggone" (Moore/Robinson/Tarplin) 2:45
2. "Little Darling (I Need You)" (Dozier/Holland/Holland) 2:33
3. "Take This Heart of Mine" (Moore/Robinson/Tarplin) 2:47
4. "Hey Diddle Diddle" (Bristol/Fuqua/Gaye) 2:28
5. "One More Heartache" (Moore/Robinson/Rogers/Tarplin) 2:39
6. "Ain't That Peculiar" (Moore/Robinson/Rogers/Tarplin) 3:00
7. "Night Life" (Breeland/Buskirk/Nelson) 3:03
8. "You've Been a Long Time Coming" (Dozier/Holland/Holland) 2:11
9. "Your Unchanging Love" (Dozier/Holland/Holland) 3:11
10. "You're the One For Me" (Broadnax/Paul/Wonder) 3:23
11. "I Worry 'Bout You" (Mapp) 3:21
12. "One For My Baby (And One More for the Road)" (Arlen/Mercer) 4:28